# Mitsamiouli
 (mai 2008).
Si vous disposez d'ouvrages ou d'articles de référence ou si vous connaissez des sites web de qualité traitant du thème abordé ici, merci de compléter l'article en donnant les références utiles à sa vérifiabilité et en les liant à la section « Notes et références ».
Mitsamiouli, ou Mitsamihouli pour certains[Qui ?], est le chef-lieu de la préfecture de Mitsamiouli-Mboudé, au nord de la Grande Comore, la plus grande île de l'archipel des Comores. En 2012 sa population est estimée à 7 235 habitants .
Mitsamiouli est la région la plus touristique avec de nombreuses plages au sable blanc, des vestiges des palais royaux datant de la période des Sultanats et une série de structures d'hébergement touristique allant des simples bungalows au complexe hôtelier 4 étoiles.

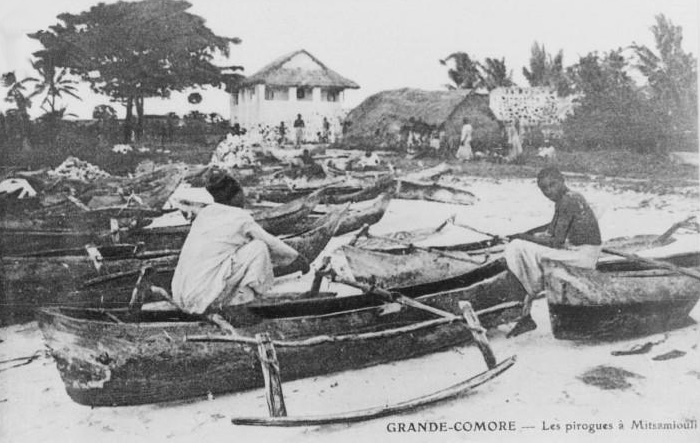
« Les pirogues, à Mitsamiouli » (début du XX)

La population de Mitsamiouli est d'origine bantoue et arabe avec une forte proportion de descendants de colons français (Humblot, Rivière et Toinette sont les plus connus).
La ville compte 2 clubs de football, l'Apaches Club de Mitsamiouli et le Coin Nord de Mitsamiouli. Mitsamiouli est aussi le site du Stade international Saïd Mohamed Cheikh, qui accueille les matchs internationaux de l'équipe des Comores de football et du Coin Nord de Mitsamiouli.

## Faits
• Le 23 novembre 1996, le vol 961 de la compagnie Ethiopian Airlines s'est écrasé dans la mer à 500 mètres du rivage devant le Galawa Beach Hotel à Mitsamiouli.
La catastrophe a couté la vie de 125 passagers sur les 175 malgré les secours des iliens et des touristes.
• Djoueria Abdallah, la première femme membre de l'Assemblée de l'union des Comores vient de Mitsamiouli.
• Le major Abdourazak Nacerdine mort pour la patrie vient de Mitsamiouli. Il a trouvé la mort après une attaque du camp militaire à la suite des élections de 2019.
• L’ancien Président des Comores Saïd Mohamed Cheikh est issue de la ville de Mitsamiouli.